# Павамана-мантра
Павамана-мантра (др.-инд. pavamāna «быть очищенным, процеженным», историческое наименование напитка сомы), павамана-абхьяроха (др.-инд. abhyāroha «восходящий», технический термин упанишад для молитвы) — древняя индуистская мантра, впервые упоминается в «Брихадараньяка-упанишаде» (1.3.28). Изначально предназначалась для произнесения во время вступительного восхваления при жертвоприношении сомы покровителем, спонсирующим жертвоприношение.

## Текст и перевод
असतो मा सद्गमय ।
तमसो मा ज्योतिर्गमय ।
मृत्योर्माऽमृतं गमय ॥
IAST: asato mā sadgamaya,
IAST: tamaso mā jyotirgamaya,
IAST: mṛtyormā'mṛtaṃ gamaya
Эти три утверждения называются тремя Павамана-мантрами. Некоторые варианты добавляют ॐ (oṃ) в начале и ॐ शान्तिः शान्तिः शान्तिः॥ (oṃ śāntiḥ śāntiḥ śāntiḥ) в качестве четвёртой строки.
Перевод Джона Дерретта:
Веди меня от лжи к истине,

Веди меня от тьмы к свету,

Веди меня от смерти к бессмертию

Ом мир, мир, мир.
Перевод А. Я. Сыркина:
Теперь следует восхождение к очистительным гимнам. Поистине, прастотар поёт саман, и, пока он поёт его, пусть произносит [жертвователь]: «Веди меня от небытия к бытию. Веди меня от тьмы к свету. Веди меня от смерти к бессмертию». Когда он говорит: «Веди меня от небытия к бытию», то, поистине, небытие — это смерть, бытие — бессмертие. «Веди меня от смерти к бессмертию, сделай меня бессмертным», — вот что он тогда говорит. [Когда он говорит:] «Веди меня от тьмы к свету», то, поистине, тьма — это смерть, свет — бессмертие. «Веди меня от смерти к бессмертию, сделай меня бессмертным», — вот что он тогда говорит. [Когда он говорит:] «Веди меня от смерти к бессмертию», то нет здесь ничего, что было бы скрыто.
Санскритский термин сат, что означает «истина» или «то, что существует, реально», имеет ряд важных религиозных значений, включая «истину» или «Абсолют, Брахман». Отрывок, следующий сразу за мантрой, явно отождествляет нереальное и тьму со смертью, а реальное и свет — с бессмертием, говоря, что все три части мантры имеют одно и то же значение: «Сделай меня бессмертным».

## В массовой культуре
Мантра стала известна в современной массовой культуре благодаря использованию её текста в композиции Navras саундтрека фильма «Матрица: Революция» (2003), а также исполнению Дэвы Премал.